# Морський форт
Морський форт — розміщена в морі фортифікаційна споруда, призначена для захисту морських шляхів, портів, гаваней.

## Історія та архітектура

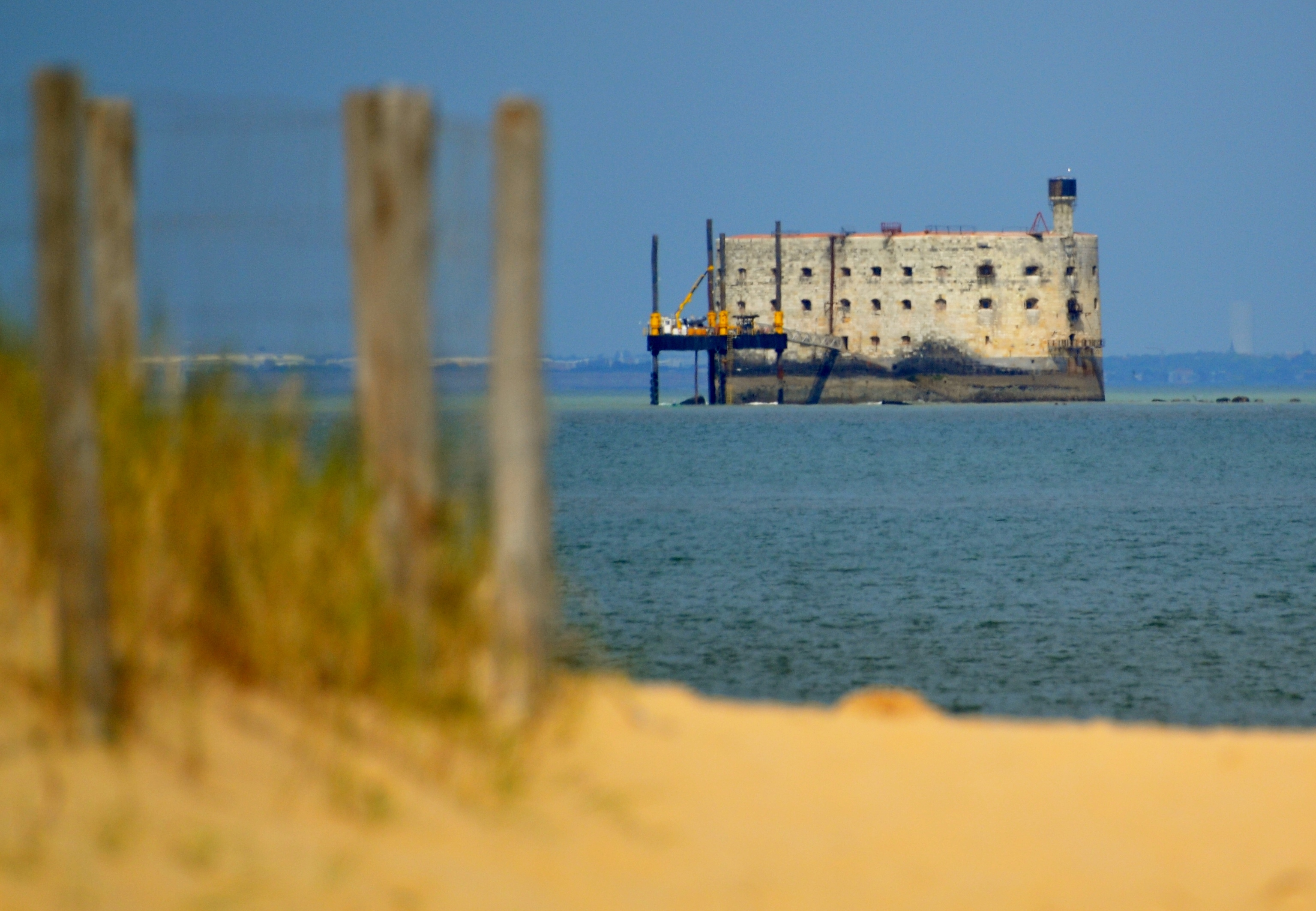
Форт Баяр - вигляд з берега

Морські форти будувались на островах, рифах, мілинах поблизу від берега для захисту гаваней, портів, проток, лиманів та комбінувались разом з береговими оборонними спорудами. Ці укріплення будувались для захисту тих частин морських шляхів, які не взмозі було захистити з берегових укріплень. Будівництво морських фортів та їх розвиток пов'язаний як з розвиток методів будівництва та будівельних матеріалів з одної сторони, так і з  розвитком артилерії ці форти часто переставали мати оборонне значення. Зокрема відомий Форт Баяр задумували будувати ще в XVII  столітті, але методи будівництва не дозволяли це зробити. Його почали будувати в 1801 році, а у 1857 році, коли його будівництво  було закінчено розвиток берегової артилерії зробив застосування форту як оборонної споруди недоцільним.
Окремі морські форти активно використовувались як оборонні споруди ще у ХХ столітті. Зокрема Форти Маунселла, розташовані в гирлі Темзи використовувались у Другій світовій війні для захисту як від морських атак так і як протиповітряному захисті (збили понад 20 літаків та 30 критатих ракет).

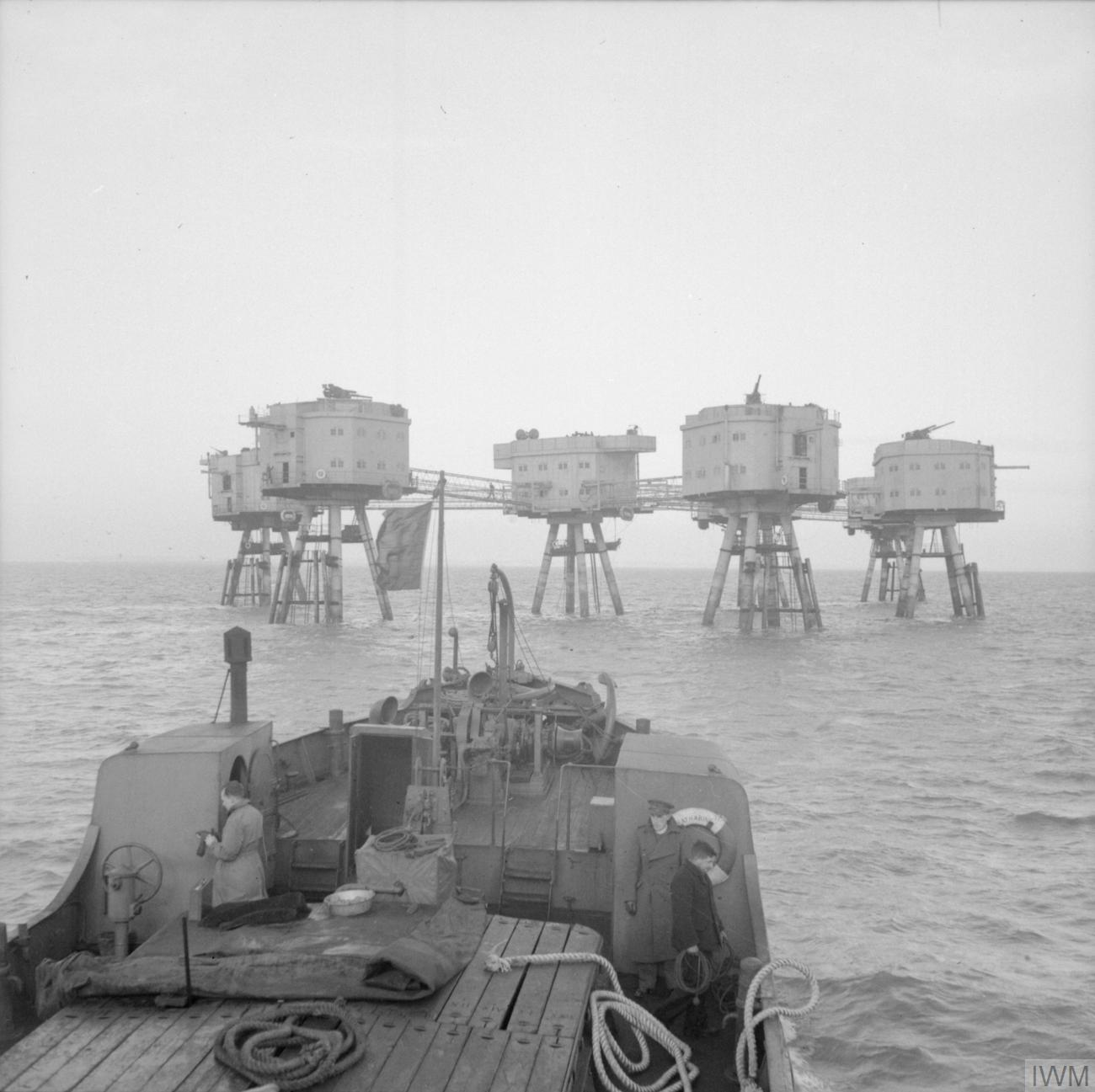
Форти Маунселла

Частина фортів будувалась на штучних островах, які утворювались шляхом засипу каміння, також поблизу таких фортів в море скидували каміння для того щоб вели кораблі не змогли пристати та штурмувати форт, а самі форти повторювали суходіл, щоб десант не міг висадитись (наприклад форт Бурдзі, форт замку Метоні). Зокрема форт Флакфортет  побудований на такому штучному острові, а Форт Сан-Марсело було побудовано на рифі.
Окремі форти мали власні колодці з прісною водою, хоча навколо оточені морем, зокрема  форт "Horse Sand".
Після втрати актуальності як військові споруди частина морських фортів використовувалась як в'язниці, чому сприяло їх віддалене від берега розташування, що значно ускладнювало можливість втечі. Так використовувався  Форт Баяр, За́мок Іф.

## Фотогалерея

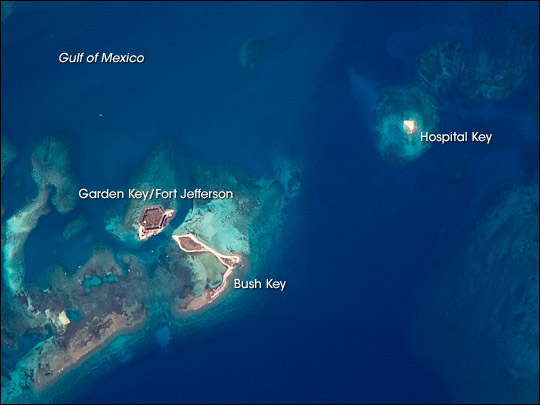
Форт Джефферсон (Флорида)
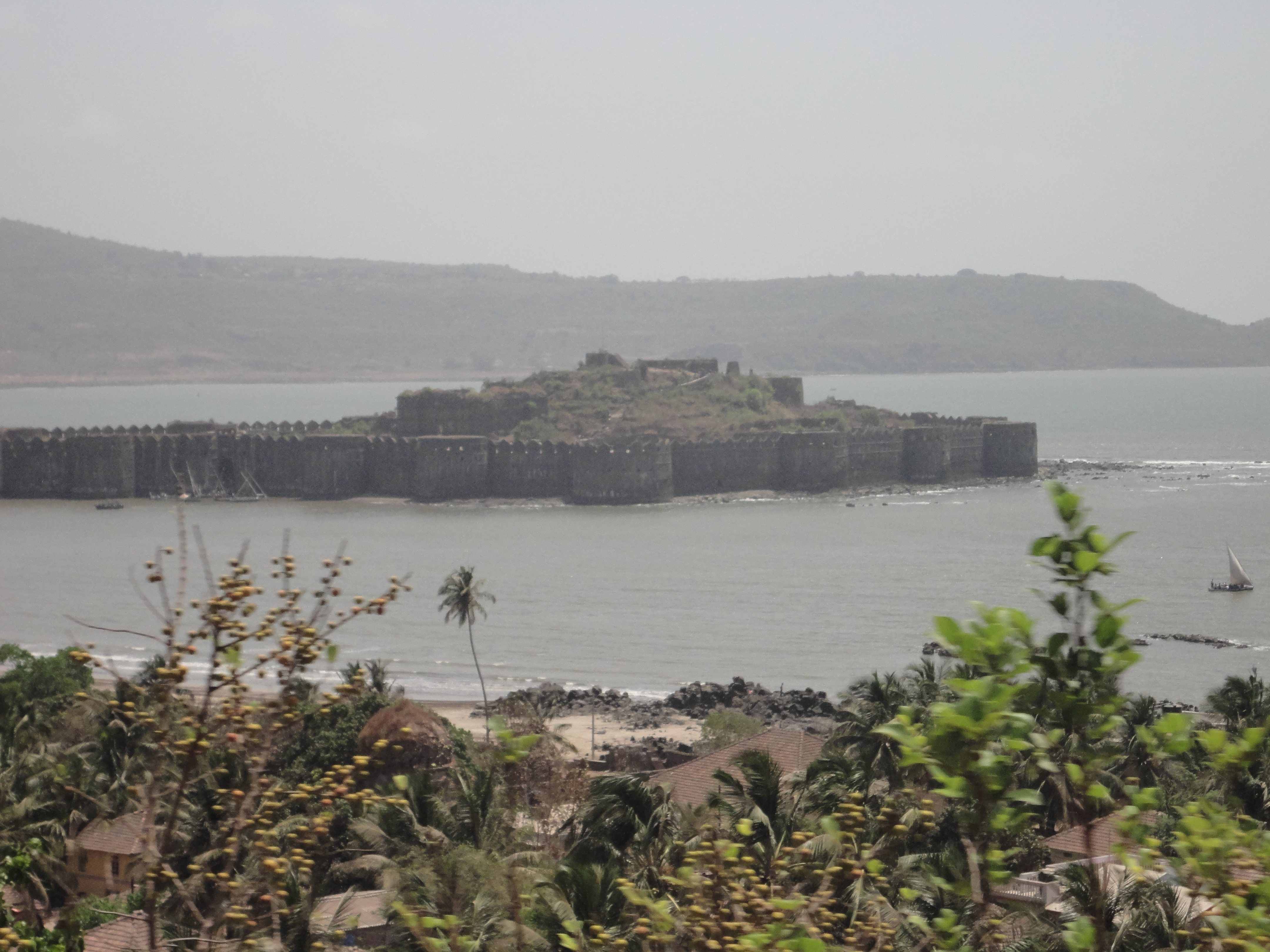
Муруд-Джанджіра
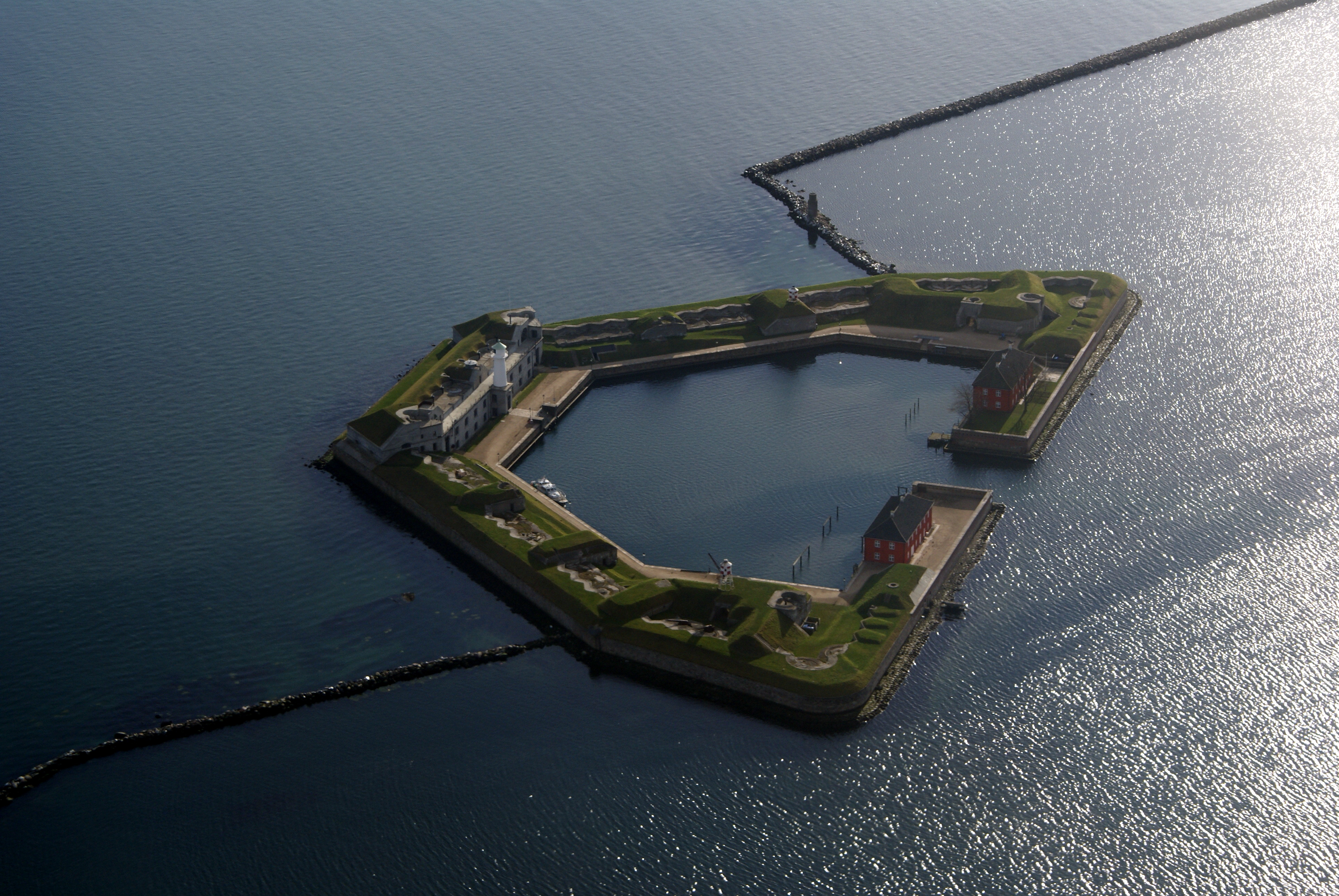
Форт Трекронер
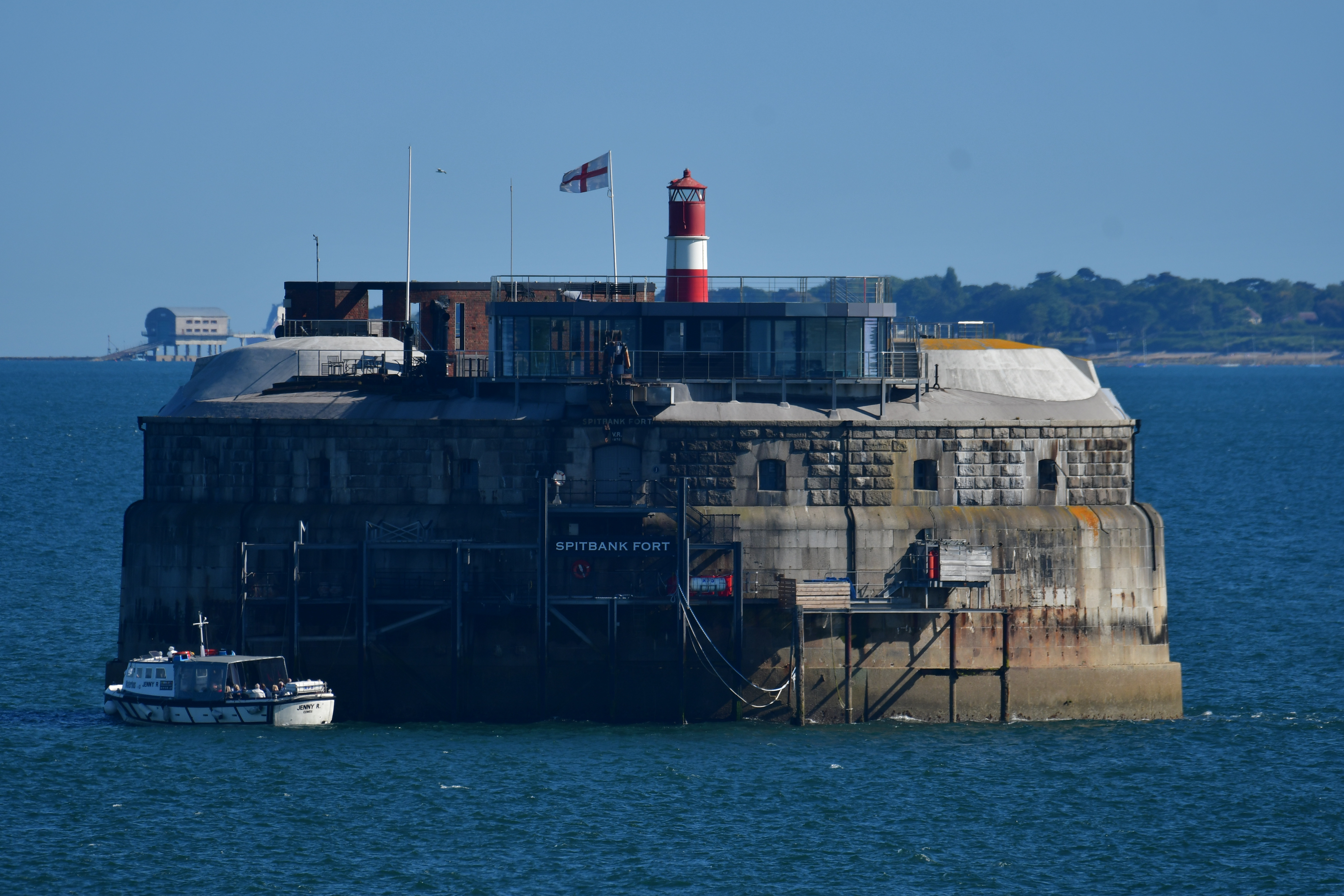
Форт Шпіцан
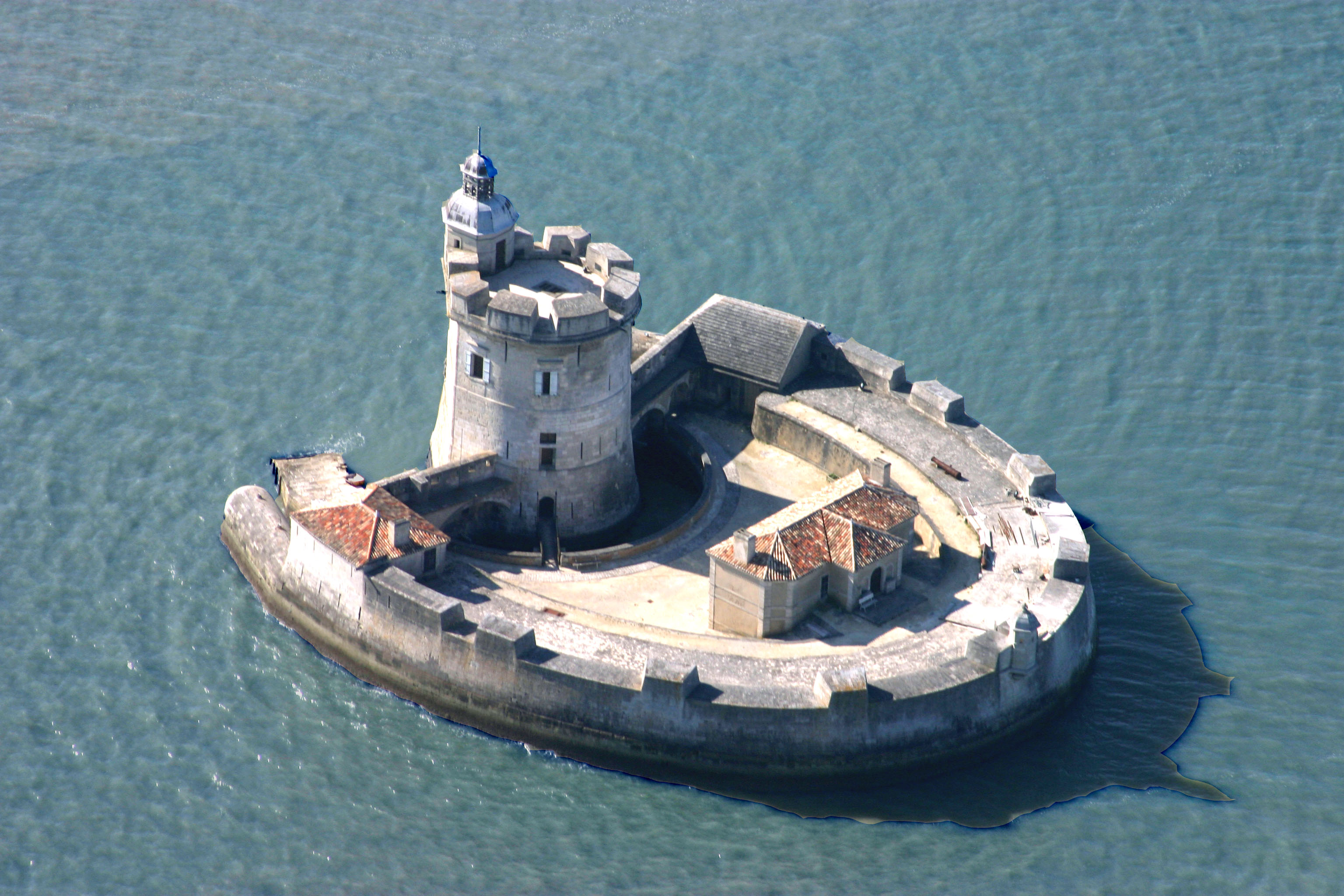
Форт Лувуа
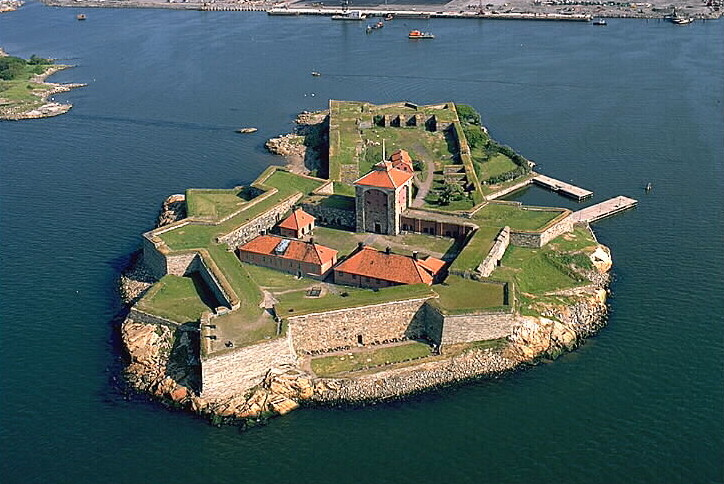
Новий Ельфсборг

## Див також
- Форт;
- Равелін;
- Теналь;
- Фортифікація.